# Parafia Podwyższenia Krzyża Świętego w Lisięcicach
Parafia pw. Podwyższenia Krzyża Świętego w Lisięcicach – parafia rzymskokatolicka znajdująca się w Lisięcicach. Należy do dekanatu Głubczyce diecezji opolskiej.
Parafia należała pierwotnie do diecezji ołomunieckiej, znajdując się na terenie tzw. dystryktu kietrzańskiego, który do diecezji opolskiej został włączony w 1972.